# The Torture Papers
The Torture Papers è l'album del supergruppo hip hop statunitense Army of the Pharaohs, ideato dal leader dei Jedi Mind Tricks Vinnie Paz. Il disco è pubblicato il 21 marzo 2006 e distribuito da Babygrande Records.
John Bush per Allmusic scrive una recensione mista per il primo album del progetto Army of the Pharaohs, affermando che, tra gli altri, spiccano le performance «[del] grande Esoteric, [di] Apathy, [di] Celph Titled e del produttore 7L.»
| Recensione | Giudizio |
| ---------- | -------- |
| AllMusic   | [ 1 ]    |
| RapReviews | [ 2 ]    |
| Okayplayer | [ 3 ]    |

## Tracce
1. Battle Cry – 6:06 (musica: Shuko)
2. Gorillas – 3:30 (musica: DC The MIDI Alien)
3. Henry The 8th – 3:39 (musica: Undefined)
4. Pull The Pins Out – 3:36 (musica: Beyonder)
5. Tear It Down – 3:50 (musica: Loptimist)
6. Into The Arms Of Angels – 5:05 (musica: Rain)
7. The Torture Papers – 3:31 (musica: Apathy)
8. Listen Up – 4:02 (musica: 7L)
9. All Shall Perish – 4:13 (musica: Shuko)
10. Wrath Of Gods – 3:05 (musica: DC The MIDI Alien)
11. Narrow Grave – 3:41 (musica: The White Shadow, Villa)
12. Feast Of The Wolves – 3:44 (musica: Oaks, Celph Titled (co-prod.))
13. King Among Kings – 3:28 (musica: 7L)

Durata totale: 51:30

## Classifiche
| Classifica (2006)     | Posizione massima |
| --------------------- | ----------------- |
| US Heatseekers Albums | 42                |
| US Independent Albums | 48                |